# Labacengos (przystanek kolejowy)
Labacengos (gal. Labacengos, hiszp. Labracengos) – przystanek kolei wąskotorowej FEVE w Moeche, w Galicji, w Hiszpanii.
| Labacengos                     |  |                                 |
| Linia Ferrol – Gijón (28,7 km) |  |                                 |
| Moecheodległość: 2,1 km        |  | Entrambarrias odległość: 2,7 km |